# 남모라바주

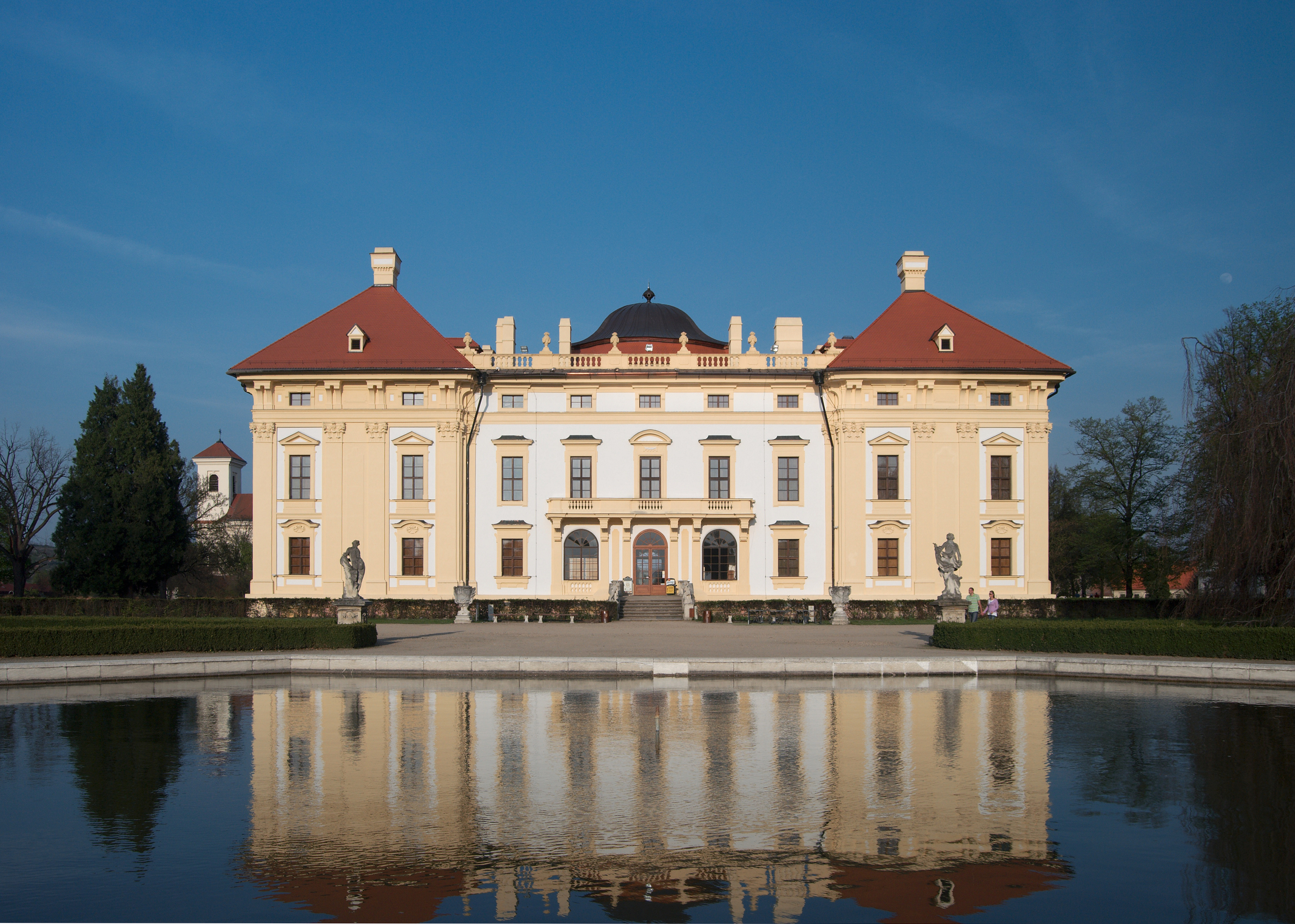
슬라브코프우브르나

남모라바 주의 위치

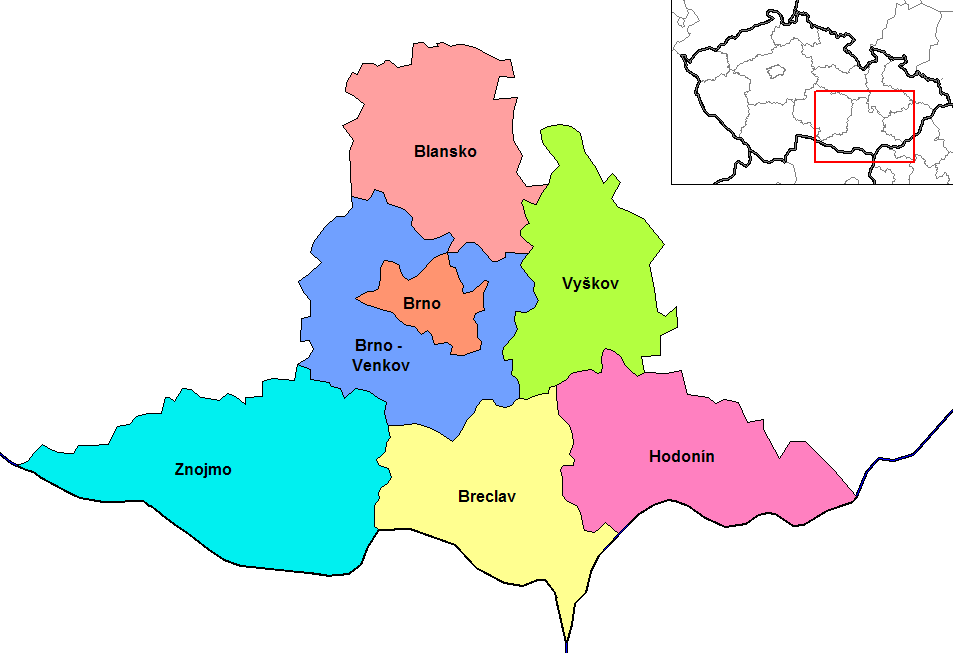
남모라바 주가 관할하는 구

남모라바주(체코어: Jihomoravský kraj 이호모라프스키 크라이[*])는 체코 모라바 지방 남서부에 위치한 주로, 주도는 브르노이며 면적은 7,196.5km2, 인구는 1,196,113명(2011년 3월 기준), 인구 밀도는 166명/km2이다. 7개 구(블란스코구, 브르제츨라프구, 브르노 도시구, 브르노 교외구, 호도닌구, 비슈코프구, 즈노이모구)를 관할한다.
남쪽으로는 슬로바키아, 오스트리아와 국경을 접하며 북쪽으로는 파르두비체 주와 올로모우츠 주, 동쪽으로는 즐린 주, 서쪽으로는 비소치나 주, 남보헤미아 주와 접한다.

주기
주 문장